# Spirostreptus falicferus
Spirostreptus falicferus är en mångfotingart som beskrevs av Karsch. Spirostreptus falicferus ingår i släktet Spirostreptus och familjen Spirostreptidae. Inga underarter finns listade i Catalogue of Life.